# ローマ・アレエイロ駅
ローマ・アレエイロ駅（ポルトガル語: Estação Ferroviária de Roma-Areeiro）はポルトガルのリスボンアルヴァラデ地区にある、リスボン近郊鉄道の駅。

## 路線
2015年夏ダイヤ現在、平日昼間と通勤時間帯の主な運行路線及び発着頻度は次の通り
 アザンブジャ線
カスタニェイラ・ド・リバテージョとアルカンタラ＝テラ間の列車（1時間に2本）
 シントラ線
オリエンテとシントラ間の列車（1時間に3本〜5本）
アルバーカとシントラ間の列車（通勤時間帯のみ1時間に2本）
 フェルタグス
ローマ・アレエイロとセトゥーバル間の列車（1時間に1本）、ローマ・アレエイロとコイナ間の列車（1時間に2本）

## 歴史
1888年5月20日にベンフィカ-サンタ・アポローニャ間開通とともに開業。2003年からはフェルタグスの起終点駅となった。

## 駅構造

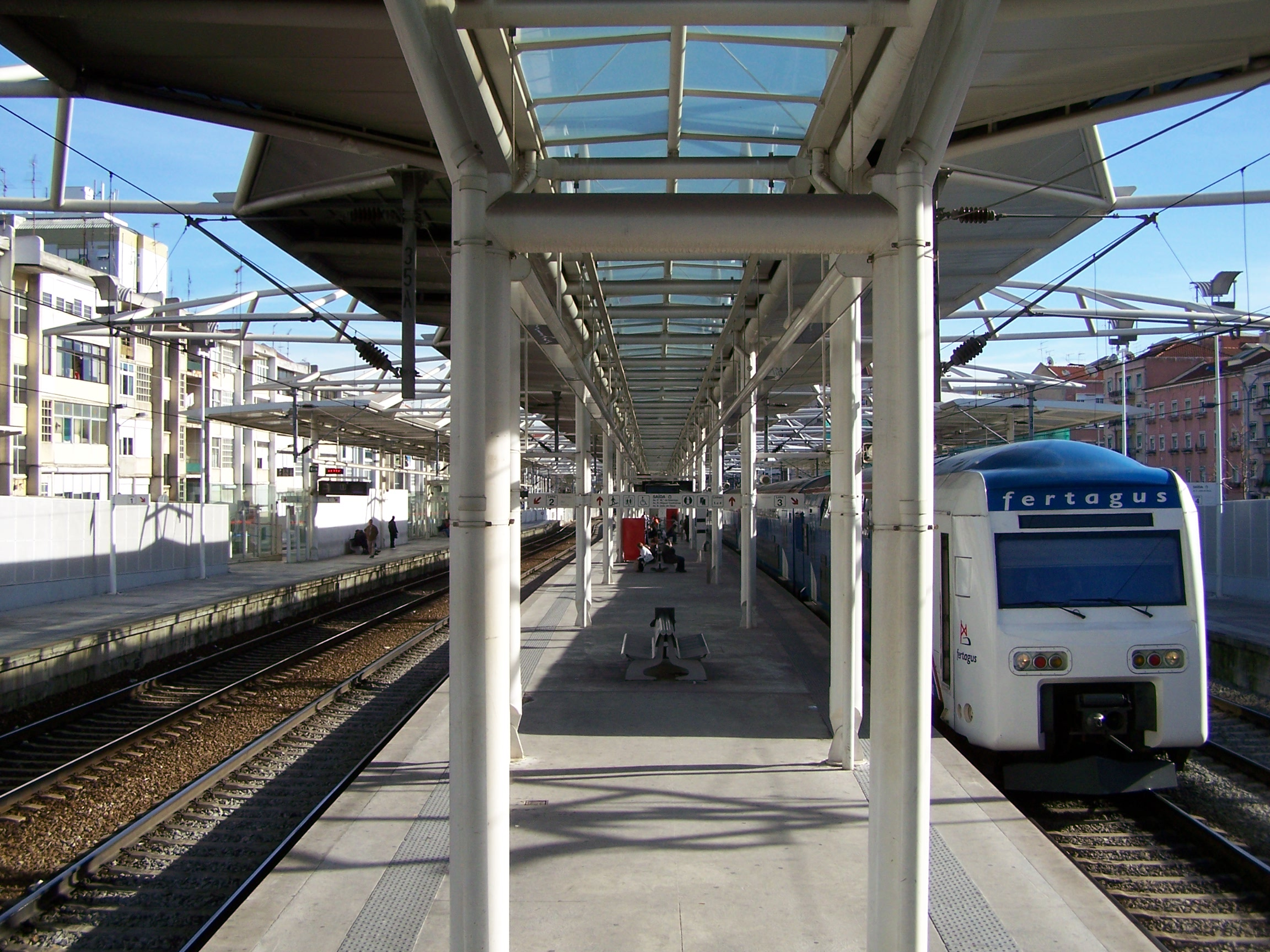
プラットホーム

相対式ホーム（それぞれ1・4番のりば）の間に島式ホーム1面（2・3番のりば）がある、3面4線を有する地上駅。各ホームの西方に階段があり、その先にローマ通りに隣接する出入口へ通ずる通路が設けられている。そのほか、各相対式ホーム中程に出口がある。

## 駅周辺
北側出入口
- バージカ・テイシェイラ・デ・パスコアイス学校（Escola Básica Teixeira De Pascoais）
- サンタ・ジョアナ・プリンセサ教区教会（Igreja Paroquial de Santa Joana Princesa）
- ベラ・ヴィスタ公園（英語版）

南側出入口
- フェルナンド・ペッサ庭園（ポルトガル語版）
- アレエイロ駅（ポルトガル語版）（ リスボンメトロ緑線）

東側出入口（ローマ通り隣接）
- ローマ通り（ポルトガル語版）
- ホテル・ローマ（Hotel Roma）
- ローマ駅（ポルトガル語版）（ リスボンメトロ緑線）

## 隣の駅
ポルトガル国鉄
 アザンブジャ線、 シントラ線
マルヴィラ駅 - ローマ・アレエイロ駅 - エントレ・カンポス駅
 フェルタグス
ローマ・アレエイロ駅 - エントレ・カンポス駅